# Ranunculales
Ranunculales es un taxón de eudicotiledóneas ubicado en la categoría de orden, que en los sistemas de clasificación actuales como el APG (1998), su sucesor APG II (2003), y el más actualizado APW está compuesto por siete familias cuyas relaciones filogenéticas se conocen bien desde hace un tiempo. Este clado es una rama basal de las eudicotiledóneas y contiene cerca de un 1,6 % de la diversidad de eudicotiledóneas.

## Caracteres
Los miembros de este clado comparten los siguientes caracteres: en algunos miembros la presencia de O-metilflavonoles, presencia de flavonoles; en el corte transversal del tallo joven ("estela") se ven los haces vasculares separados, los vasos presentes solo en la parte central, presencia de traqueidas verdaderas; los rayos exclusivamente anchamente multiseriados (y también en el leño, cuando existe); madera fluorescente en algunos representantes; cámbium estratificado; las células cribosas del floema con plástidos largamente de tipo S (S-type), presencia de proteína P dispersiva (dispersive P-protein); en el corte transversal ("estela") del pecíolo los haces vasculares se disponen en forma de anillo; las ceras de la cutícula de la hoja formando grupos de túbulos, siendo la cera principal el nonacosan-10-ol; hojas dispuestas en espiral; las piezas del gineceo opuestas a las del perianto; el perianto caducifolio cuando se forma el fruto; semilla con exotesta.
La berberina, de presencia común en este orden, es sintetizada por la vía de la tirosina.
A la fecha de edición de este artículo (abril de 2007), no había información suficiente sobre los elementos de vaso, los dientes de las hojas, el desarrollo del endosperma, ni el tamaño del embrión.

## Diversidad
Ranunculales está conformado por los siguientes grupos monofiléticos:

### Eupteleaceae

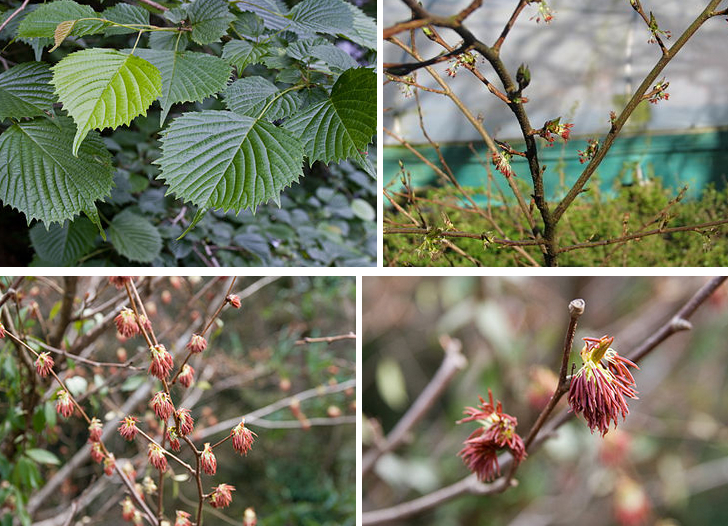
Euptelea polyandra.

Compuesta por un único género y dos especies de arbustos o arbolitos a veces cultivados como ornamentales, se distribuyen por el este y sur de Asia. Aislada del resto de las familias de dicotiledóneas en sus caracteres, puede ser reconocida por sus hojas dispuestas en espiral, dentadas, con venas gruesas, ascendentes y pinadas que van hacia los dientes; las bases del pecíolo excavadas, y las flores pequeñas que no tienen perianto y tienen anteras con un conectivo largo y carpelos separados y estipitados. El fruto es una sámara pequeña con forma de disco, debajo de un lado se observan los restos del estigma con forma de cepillo.

### Papaveraceae
Papaveraceae son usualmente hierbas con algún tipo de exudado, con hojas carnosas con bases amplias. Las flores son dímeras, y el cáliz y la corola son claramente distinguibles, el gineceo tiene dos (o más) carpelos, placentación parietal, y usualmente un estilo corto.
- Pteridophylloideae son hierbas con una roseta de hojas muy similares a frondes de helecho, y una inflorescencia de tipo escapo con flores bastante pequeñas y dímeras, con un estilo distinguible.
- Papaveroideae usualmente son hierbas que pueden ser reconocidas por sus hojas usualmente suaves (bristly-hairy leaves), látex copioso, y flores con dos sépalos grandes y fugaces que encierran el capullo, pétalos arrugados, usualmente numerosos estambres, y un gineceo sincarpo con como mucho un estilo corto y placentación parietal.
- Fumarioideae son usualmente hierbas carnosas con savia aguada y unas flores distintivas dímeras mono o asimétricas que usualmente están spurred, el cáliz es muy pequeño o casi invisible.

### Circaeasteraceae
Circaeasteraceae es fácilmente reconocible. Son hierbas pequeñas, con hojas con venación largamente dicotómica, y sus hojas bastante pequeñas tienen carpelos separados.

### Lardizabalaceae

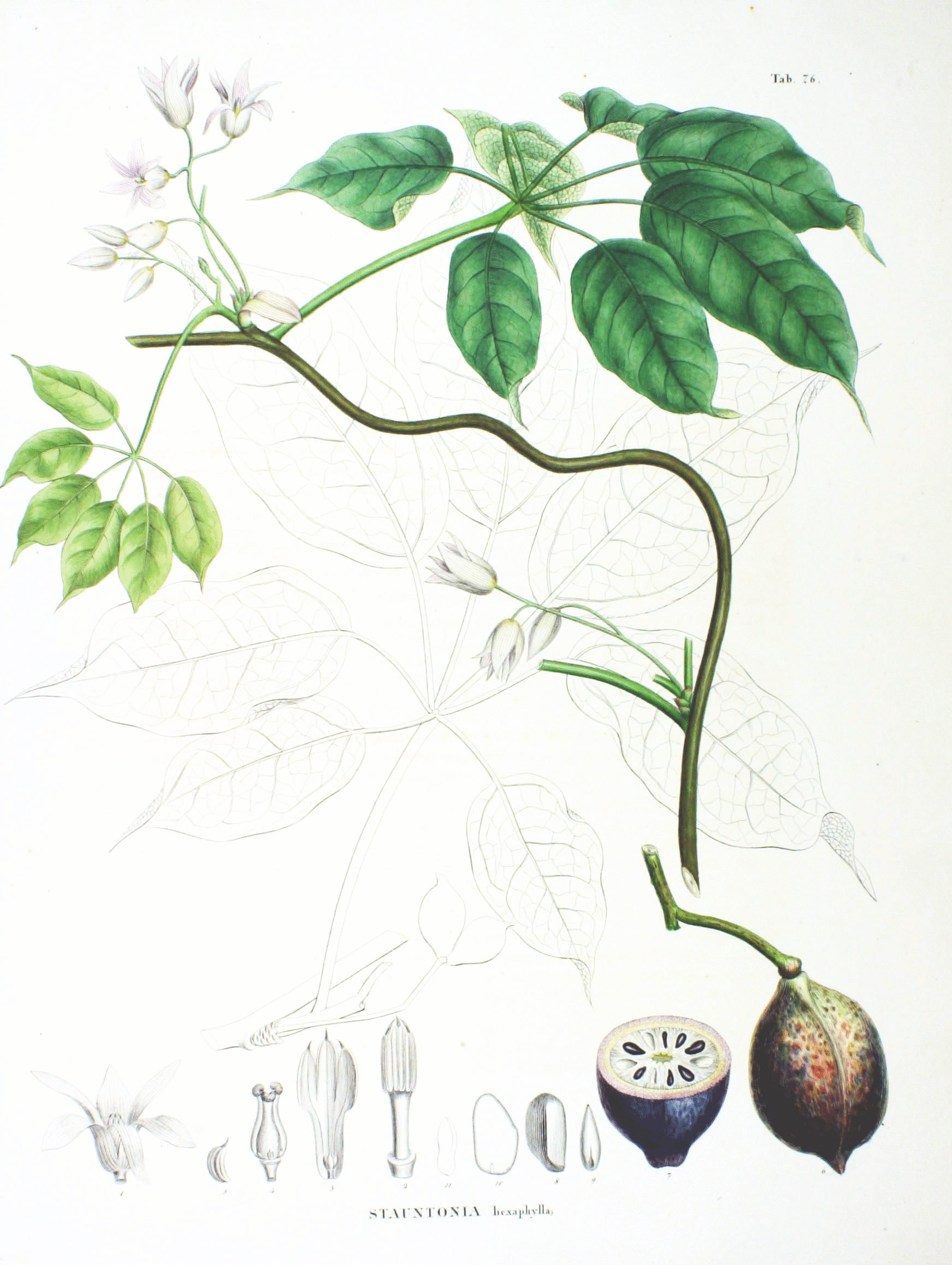
Stauntonia hexaphylla.

Lardizabalaceae son usualmente lianas con hojas compuestas y madera con rayos amplios, las plantas son monoicas o dioicas. Las flores son de tamaño medio y trímeras, los miembros del perianto opuestos al androceo, los carpelos son libres y los frutos son más o menos carnosos, a veces son folículos.

### Menispermaceae

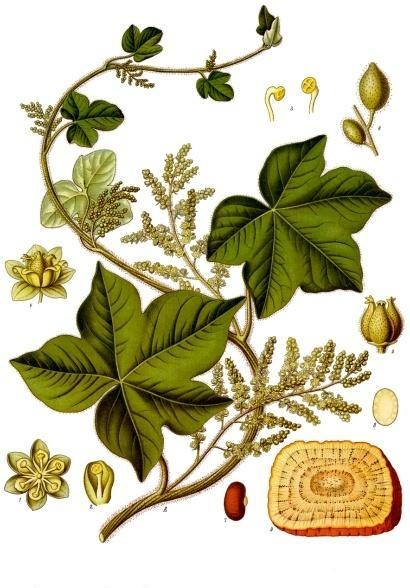
Jateorhiza palmata.

Menispermaceae es reconocida por su hábito usualmente de tipo viña o liana, rayos amplios, pecíolos pulvinados en las dos puntas, y usualmente la lámina coriácea con venación palmada. La lámina también es usualmente peltada, y aún si no lo fuera, los dos lados de la lámina casi se encuentran en la punta del pecíolo. Las plantas son dioicas, las flores usualmente trímeras son pequeñas, y el fruto son "drupelets" que usualmente tienen un endocarpo esculpido de forma distintiva, y puede estar fuertemente curvado (por eso se la conoce como "la familia de la semilla con forma de luna", en especial debido a Menispermum canadense).

### Berberidaceae

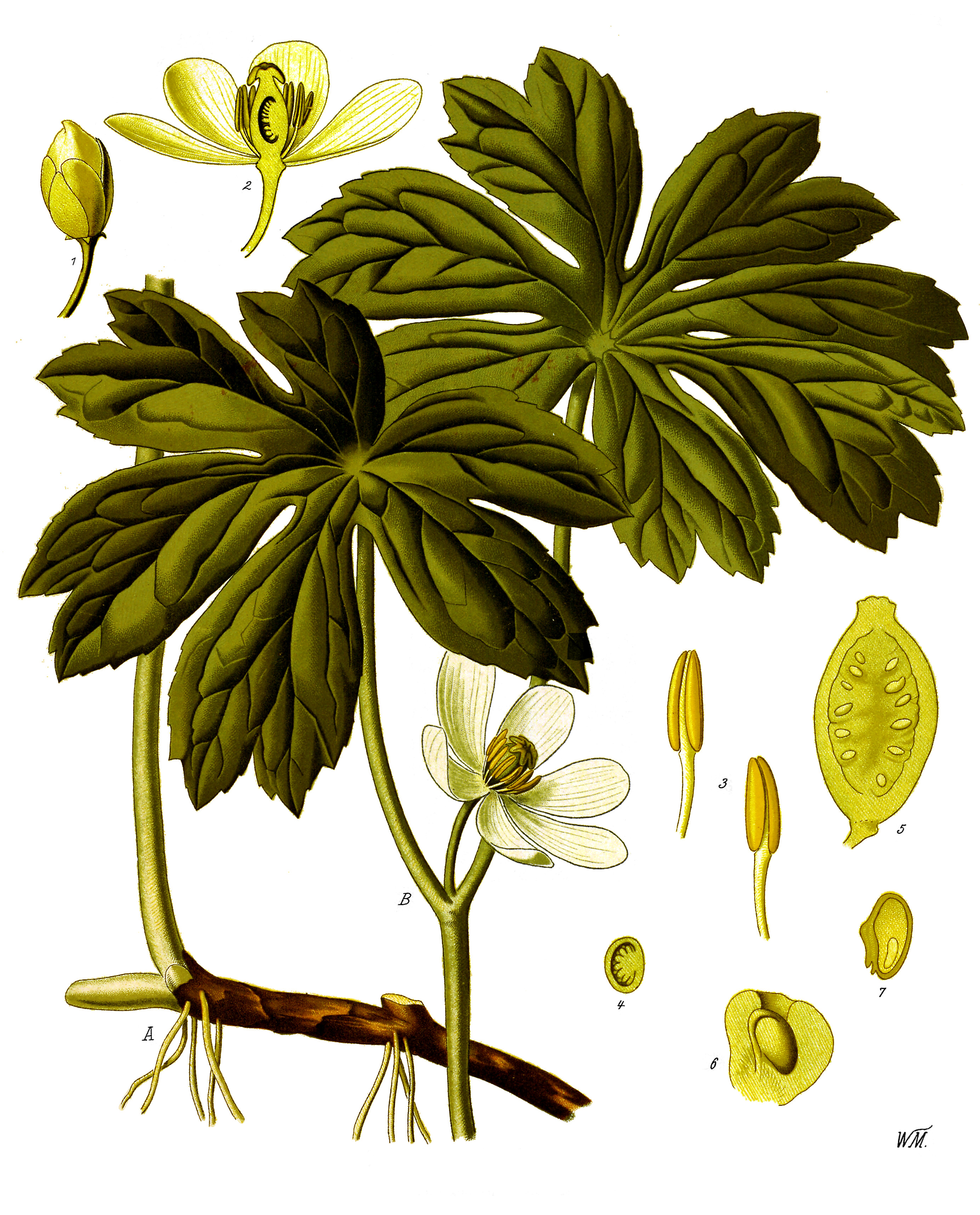
Podophyllum peltatum.

Berberidaceae son hierbas o arbustos que pueden ser reconocidos por su tejido secundario usualmente amarillo (es más obvio en las raíces), y sus hojas usualmente compuestas y con estípulas, con venación palmada y márgenes fuertemente dentados o espinosos. Sus flores son usualmente trímeras, el perianto es usualmente multiseriado, los estambres opuestos al perianto, y la dehiscencia de la antera es valvada, siempre hay un solo carpelo.

### Ranunculaceae

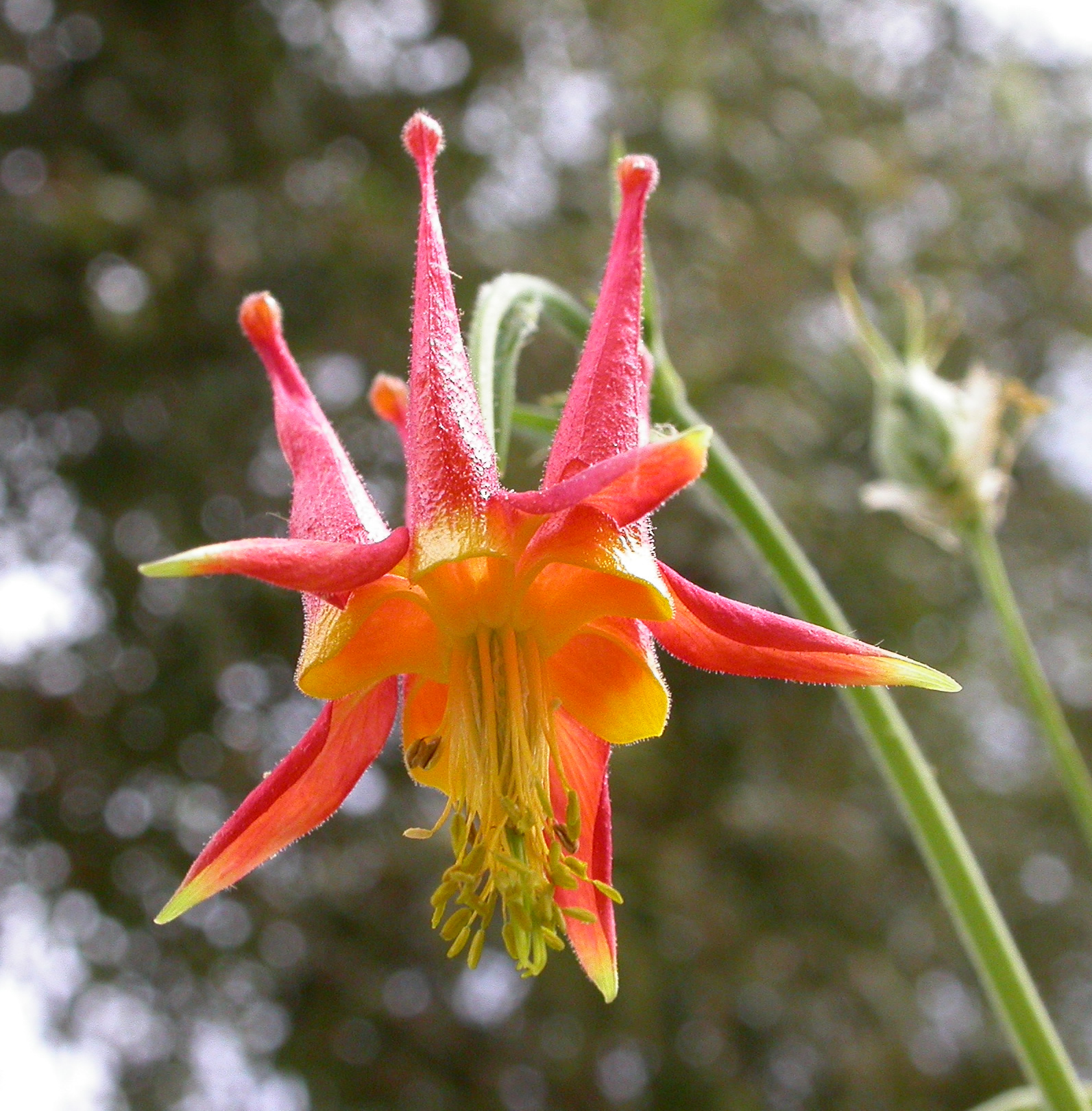
Aquilegia formosa.

Ranunculaceae puede ser reconocida por su hábito usualmente herbáceo y sus hojas en espiral, usualmente sin estípulas, lobadas, con bases amplias. Las flores tienen sépalos grandes y usualmente petaloides, "pétalos" nectaríferos, en espiral, usualmente numerosos estambres, y carpelos separados nacidos en un receptáculo bien desarrollado.

## Filogenia
Ranunculales es el clado basal de eudicotiledóneas. Se hipotetiza que es monofilético sobre la base de las secuencias de ADN rbcL, atpB y ADNr 18S (Chase et al. 1993, Drinnan et al. 1994, Hoot y Crane 1995, Loconte et al. 1995, Soltis et al 1997, 1998, 2000, Källersjö et al. 1998, Hoot et al. 1999, Savolainen et al 2000a, b). La presencia del alcaloide berberina también puede ser una sinapomorfía del grupo. El orden está compuesto por siete clados a los que les fue asignada la categoría de familia, las familias más numerosas son Menispermaceae, Berberidaceae, Ranunculaceae y Papaveraceae. Estas familias tradicionalmente fueron asociadas por su hábito predominantemente herbáceo, sus hojas dentadas o lobadas o hasta compuestas, la presencia de alcaloides, típicamente del tipo de la bencil-isoquinolina, las flores hipóginas con las partes usualmente diferenciadas y libres, y usualmente con muchos estambres, y semillas con embriones pequeños y endosperma copioso (Cronquist 1981, Thorne 1974, 1992).
El grupo fue usualmente asociado con el complejo de magnólidas (por ejemplo con las Magnoliales, las Laurales y las Canellales: Cronquist 1968, 1981, 1988, Dahlgren 1983, Takhtajan 1969, 1980, Thorne 1974, 1992), pero la morfología (Donoghue y Doyle 1989 Doyle et al. 1994) y las secuencias de ADN rbcL, atpB y ADNr 18S ya citadas indican que Ranunculales es el clado hermano de todo el resto de las tricolpadas (eudicotiledóneas).
El árbol filogenético actualizado hasta abril de 2007:
|  | Lardizabalaceae  |
|  |                  |
|  | Circaeasteraceae |
|  |                  |

|  | Menispermaceae                                                  |
|  |                                                                 |
|  | \| \| Berberidaceae \| \| \| \| \| \| Ranunculaceae \| \| \| \| |
|  |                                                                 |
|  | Berberidaceae                                                   |
|  |                                                                 |
|  | Ranunculaceae                                                   |
|  |                                                                 |

|  | Berberidaceae |
|  |               |
|  | Ranunculaceae |
|  |               |

|  | Lardizabalaceae  |
|  |                  |
|  | Circaeasteraceae |
|  |                  |

|  | Menispermaceae                                                  |
|  |                                                                 |
|  | \| \| Berberidaceae \| \| \| \| \| \| Ranunculaceae \| \| \| \| |
|  |                                                                 |
|  | Berberidaceae                                                   |
|  |                                                                 |
|  | Ranunculaceae                                                   |
|  |                                                                 |

|  | Berberidaceae |
|  |               |
|  | Ranunculaceae |
|  |               |

|  | Pteridophylloideae                                             |
|  |                                                                |
|  | \| \| Papaveroideae \| \| \| \| \| \| Fumarioideae \| \| \| \| |
|  |                                                                |
|  | Papaveroideae                                                  |
|  |                                                                |
|  | Fumarioideae                                                   |
|  |                                                                |

|  | Papaveroideae |
|  |               |
|  | Fumarioideae  |
|  |               |

|  | Lardizabalaceae  |
|  |                  |
|  | Circaeasteraceae |
|  |                  |

|  | Menispermaceae                                                  |
|  |                                                                 |
|  | \| \| Berberidaceae \| \| \| \| \| \| Ranunculaceae \| \| \| \| |
|  |                                                                 |
|  | Berberidaceae                                                   |
|  |                                                                 |
|  | Ranunculaceae                                                   |
|  |                                                                 |

|  | Berberidaceae |
|  |               |
|  | Ranunculaceae |
|  |               |

|  | Lardizabalaceae  |
|  |                  |
|  | Circaeasteraceae |
|  |                  |

|  | Menispermaceae                                                  |
|  |                                                                 |
|  | \| \| Berberidaceae \| \| \| \| \| \| Ranunculaceae \| \| \| \| |
|  |                                                                 |
|  | Berberidaceae                                                   |
|  |                                                                 |
|  | Ranunculaceae                                                   |
|  |                                                                 |

|  | Berberidaceae |
|  |               |
|  | Ranunculaceae |
|  |               |

|  | Pteridophylloideae                                             |
|  |                                                                |
|  | \| \| Papaveroideae \| \| \| \| \| \| Fumarioideae \| \| \| \| |
|  |                                                                |
|  | Papaveroideae                                                  |
|  |                                                                |
|  | Fumarioideae                                                   |
|  |                                                                |

|  | Papaveroideae |
|  |               |
|  | Fumarioideae  |
|  |               |

|  | Lardizabalaceae  |
|  |                  |
|  | Circaeasteraceae |
|  |                  |

|  | Menispermaceae                                                  |
|  |                                                                 |
|  | \| \| Berberidaceae \| \| \| \| \| \| Ranunculaceae \| \| \| \| |
|  |                                                                 |
|  | Berberidaceae                                                   |
|  |                                                                 |
|  | Ranunculaceae                                                   |
|  |                                                                 |

|  | Berberidaceae |
|  |               |
|  | Ranunculaceae |
|  |               |

|  | Lardizabalaceae  |
|  |                  |
|  | Circaeasteraceae |
|  |                  |

|  | Menispermaceae                                                  |
|  |                                                                 |
|  | \| \| Berberidaceae \| \| \| \| \| \| Ranunculaceae \| \| \| \| |
|  |                                                                 |
|  | Berberidaceae                                                   |
|  |                                                                 |
|  | Ranunculaceae                                                   |
|  |                                                                 |

|  | Berberidaceae |
|  |               |
|  | Ranunculaceae |
|  |               |

|  | Pteridophylloideae                                             |
|  |                                                                |
|  | \| \| Papaveroideae \| \| \| \| \| \| Fumarioideae \| \| \| \| |
|  |                                                                |
|  | Papaveroideae                                                  |
|  |                                                                |
|  | Fumarioideae                                                   |
|  |                                                                |

|  | Papaveroideae |
|  |               |
|  | Fumarioideae  |
|  |               |

|  | Lardizabalaceae  |
|  |                  |
|  | Circaeasteraceae |
|  |                  |

|  | Menispermaceae                                                  |
|  |                                                                 |
|  | \| \| Berberidaceae \| \| \| \| \| \| Ranunculaceae \| \| \| \| |
|  |                                                                 |
|  | Berberidaceae                                                   |
|  |                                                                 |
|  | Ranunculaceae                                                   |
|  |                                                                 |

|  | Berberidaceae |
|  |               |
|  | Ranunculaceae |
|  |               |

|  | Lardizabalaceae  |
|  |                  |
|  | Circaeasteraceae |
|  |                  |

|  | Menispermaceae                                                  |
|  |                                                                 |
|  | \| \| Berberidaceae \| \| \| \| \| \| Ranunculaceae \| \| \| \| |
|  |                                                                 |
|  | Berberidaceae                                                   |
|  |                                                                 |
|  | Ranunculaceae                                                   |
|  |                                                                 |

|  | Berberidaceae |
|  |               |
|  | Ranunculaceae |
|  |               |

|  | Pteridophylloideae                                             |
|  |                                                                |
|  | \| \| Papaveroideae \| \| \| \| \| \| Fumarioideae \| \| \| \| |
|  |                                                                |
|  | Papaveroideae                                                  |
|  |                                                                |
|  | Fumarioideae                                                   |
|  |                                                                |

|  | Papaveroideae |
|  |               |
|  | Fumarioideae  |
|  |               |

|  | Lardizabalaceae  |
|  |                  |
|  | Circaeasteraceae |
|  |                  |

|  | Menispermaceae                                                  |
|  |                                                                 |
|  | \| \| Berberidaceae \| \| \| \| \| \| Ranunculaceae \| \| \| \| |
|  |                                                                 |
|  | Berberidaceae                                                   |
|  |                                                                 |
|  | Ranunculaceae                                                   |
|  |                                                                 |

|  | Berberidaceae |
|  |               |
|  | Ranunculaceae |
|  |               |

|  | Lardizabalaceae  |
|  |                  |
|  | Circaeasteraceae |
|  |                  |

|  | Menispermaceae                                                  |
|  |                                                                 |
|  | \| \| Berberidaceae \| \| \| \| \| \| Ranunculaceae \| \| \| \| |
|  |                                                                 |
|  | Berberidaceae                                                   |
|  |                                                                 |
|  | Ranunculaceae                                                   |
|  |                                                                 |

|  | Berberidaceae |
|  |               |
|  | Ranunculaceae |
|  |               |

|  | Pteridophylloideae                                             |
|  |                                                                |
|  | \| \| Papaveroideae \| \| \| \| \| \| Fumarioideae \| \| \| \| |
|  |                                                                |
|  | Papaveroideae                                                  |
|  |                                                                |
|  | Fumarioideae                                                   |
|  |                                                                |

|  | Papaveroideae |
|  |               |
|  | Fumarioideae  |
|  |               |

|  | Lardizabalaceae  |
|  |                  |
|  | Circaeasteraceae |
|  |                  |

|  | Menispermaceae                                                  |
|  |                                                                 |
|  | \| \| Berberidaceae \| \| \| \| \| \| Ranunculaceae \| \| \| \| |
|  |                                                                 |
|  | Berberidaceae                                                   |
|  |                                                                 |
|  | Ranunculaceae                                                   |
|  |                                                                 |

|  | Berberidaceae |
|  |               |
|  | Ranunculaceae |
|  |               |

|  | Lardizabalaceae  |
|  |                  |
|  | Circaeasteraceae |
|  |                  |

|  | Menispermaceae                                                  |
|  |                                                                 |
|  | \| \| Berberidaceae \| \| \| \| \| \| Ranunculaceae \| \| \| \| |
|  |                                                                 |
|  | Berberidaceae                                                   |
|  |                                                                 |
|  | Ranunculaceae                                                   |
|  |                                                                 |

|  | Berberidaceae |
|  |               |
|  | Ranunculaceae |
|  |               |

|  | Pteridophylloideae                                             |
|  |                                                                |
|  | \| \| Papaveroideae \| \| \| \| \| \| Fumarioideae \| \| \| \| |
|  |                                                                |
|  | Papaveroideae                                                  |
|  |                                                                |
|  | Fumarioideae                                                   |
|  |                                                                |

|  | Papaveroideae |
|  |               |
|  | Fumarioideae  |
|  |               |

|  | Lardizabalaceae  |
|  |                  |
|  | Circaeasteraceae |
|  |                  |

|  | Menispermaceae                                                  |
|  |                                                                 |
|  | \| \| Berberidaceae \| \| \| \| \| \| Ranunculaceae \| \| \| \| |
|  |                                                                 |
|  | Berberidaceae                                                   |
|  |                                                                 |
|  | Ranunculaceae                                                   |
|  |                                                                 |

|  | Berberidaceae |
|  |               |
|  | Ranunculaceae |
|  |               |

|  | Lardizabalaceae  |
|  |                  |
|  | Circaeasteraceae |
|  |                  |

|  | Menispermaceae                                                  |
|  |                                                                 |
|  | \| \| Berberidaceae \| \| \| \| \| \| Ranunculaceae \| \| \| \| |
|  |                                                                 |
|  | Berberidaceae                                                   |
|  |                                                                 |
|  | Ranunculaceae                                                   |
|  |                                                                 |

|  | Berberidaceae |
|  |               |
|  | Ranunculaceae |
|  |               |

|  | Pteridophylloideae                                             |
|  |                                                                |
|  | \| \| Papaveroideae \| \| \| \| \| \| Fumarioideae \| \| \| \| |
|  |                                                                |
|  | Papaveroideae                                                  |
|  |                                                                |
|  | Fumarioideae                                                   |
|  |                                                                |

|  | Papaveroideae |
|  |               |
|  | Fumarioideae  |
|  |               |

|  | Lardizabalaceae  |
|  |                  |
|  | Circaeasteraceae |
|  |                  |

|  | Menispermaceae                                                  |
|  |                                                                 |
|  | \| \| Berberidaceae \| \| \| \| \| \| Ranunculaceae \| \| \| \| |
|  |                                                                 |
|  | Berberidaceae                                                   |
|  |                                                                 |
|  | Ranunculaceae                                                   |
|  |                                                                 |

|  | Berberidaceae |
|  |               |
|  | Ranunculaceae |
|  |               |

|  | Lardizabalaceae  |
|  |                  |
|  | Circaeasteraceae |
|  |                  |

|  | Menispermaceae                                                  |
|  |                                                                 |
|  | \| \| Berberidaceae \| \| \| \| \| \| Ranunculaceae \| \| \| \| |
|  |                                                                 |
|  | Berberidaceae                                                   |
|  |                                                                 |
|  | Ranunculaceae                                                   |
|  |                                                                 |

|  | Berberidaceae |
|  |               |
|  | Ranunculaceae |
|  |               |

|  | Pteridophylloideae                                             |
|  |                                                                |
|  | \| \| Papaveroideae \| \| \| \| \| \| Fumarioideae \| \| \| \| |
|  |                                                                |
|  | Papaveroideae                                                  |
|  |                                                                |
|  | Fumarioideae                                                   |
|  |                                                                |

|  | Papaveroideae |
|  |               |
|  | Fumarioideae  |
|  |               |

Papaveraceae está formada por Papaveroideae, Fumarioideae y Pteridophilloideae. Difiere del resto de los miembros del grupo en su gineceo sincarpo, frutos capsulares, sépalos tempranamente caducifolios, y presencia de o bien laticíferos y savia coloreada, o bien células especializadas con savia mucilaginosa y clara. Estos caracteres, junto con las semillas con arilo, son probablemente sinapomorfías de Papaveraceae, o evolucionaron muy tempranamente en esta familia.
Las sinapomorfías morfológicas del clado que reúne a Menispermaceae, Berberidaceae y Ranunculaceae no son evidentes, aunque el grupo posee un robusto soporte por parte de las secuencias de ADN. Puede que Berberidaceae y Ranunculaceae tengan algunas similitudes en la forma de la flor (Endress 1995).

## Taxonomía
Introducción teórica en Taxonomía
El orden contiene 7 familias, 199 géneros, y 4445 species.
- Familia Ranunculaceae
- Familia Berberidaceae
- Familia Menispermaceae
- Familia Lardizabalaceae
- Familia Circaeasteraceae
- Familia Eupteleaceae
- Familia Papaveraceae (incluyendo a Fumariaceae y Pteridophyllaceae)

Existen otras pocas familias separadas del orden Ranunculaceae. En el sistema de clasificación de Cronquist (Cronquist 1981, 1988), las Eupteleaceae eran excluidas de este orden, como también las Papaveraceae y Fumariaceae (incluyendo a las Pteridophyllaceae) que eran consideradas como parte del orden Papaverales.
Sinónimos:
- Berberidales Dumortier,
- Eupteleales Reveal,
- Glaucidiales Reveal,
- Helleborales Nakai,
- Hydrastidales Takhtajan,
- Lardizabalales Loconte,
- Menispermales Bromhead,
- Nandinales Doweld,
- Papaverales Dumortier,
- Podophyllales Dumortier - Berberidanae Doweld,
- Ranunculanae Reveal - Ranunculidae Reveal - Berberidopsida Brogniart,
- Papaveropsida Brongniart,
- Ranunculopsida Brongniart

## Evolución
Magallön et al. (1999) sugieren que el clado tiene una edad de 70 Ma, basados en los fósiles más antiguos que pueden ser asignados al mismo, pero esos fósiles son miembros de Menispermaceae que no es un lineaje basal. Anderson et al. (2005) datan al ancestro de Ranunculales y todos sus parientes próximos ya extintos (el "stem group" Ranunculales) en unos 122-120 Ma, y la divergencia ya dentro del clado en unos 121-114 Ma. Todas las familias divergieron antes de los 105 Ma excepto la división entre Ranunculaceae y Berberidaceae que ocurrió hace unos 104-90 Ma (ver Anderson et al. 2005 para más detalles de diversificaciones posteriores dentro del clado).
Gleissberg y Kadereit (1999) discuten la evolución de la morfología de las hojas en el clado, y consideran que las hojas de tipo ancestral (plesiomórficas) quizás hayan sido politernada, acrópeta, y basípetamente pedada. Los dientes de las hojas glandulares, con un claro, persistente, "swollen cap" (una especie de capuchón que tiene el diente, y que frecuentemente lo hace parecer un botoncito redondo, y suele esconder un hidatodo) al cual también llegan las venas laterales de órdenes más altos. Con respecto a los coléteres, Drinnan et al. (1994) sugieren que la aparición de pétalos a partir de estambres debe haber ocurrido muchas veces dentro del clado, por ejemplo en Lardizabalaceae. Tamura (1965) resume la evidencia por la naturaleza estaminodial de los pétalos en Ranunculaceae: los pétalos tienen un solo trazo foliar, están en los mismos parásticos que los miembros del androceo, y son similares a los estambres en su desarrollo temprano, y también usualmente son peltados (con pie). Con respecto a si la endexina del polen es lamelada, el APW remarca que las células de las antípodas normalmente no son simplemente persistentes; se puede encontrar una lista de datos en Williams y Friedman (2004).

## Ecología
Este clado, quizás especialmente Menispermaceae y Ranunculaceae, no es muy usado por las mariposas para alimentación de las polillas (Ehrlich y Raven 1964). Hay datos acerca de una fertilización retrasada por dos meses o más después de ocurrida la polinización, en clados como Eupteleaceae, Circeasteraceae, Lardizabalaceae, y Ranunculaceae (ver Sogo y Tobe 2006 y referencias).